# Flexilinea
Flexilinea é um gênero de bactéria da família Anaerolineaceae com uma espécie conhecida (Flexilinea flocculi). Flexilinea flocculi foi isolada de lodo granular metanogênico.